# Mogera uchidai
Mogera uchidai es una especie de musaraña de la familia Talpidae. Antiguamente se clasificaba dentro del género monotípico Nesoscaptor. Se trata de un endemismo de Uotsuri-jima (en japonés: 魚釣島; hiragana: うおつりじま) en las Islas Senkaku, también conocidas como Islas Diaoyutai (en chino, 釣魚台列嶼). 
Se encuentra amenazado por la pérdida de hábitat, debido a la introducción de cabras en 1978 (superan las 300 en la pequeña isla).